# Davidians
La Branca davidiana dels Adventistes del Setè Dia també coneguts com els davidians són una secta protestant apocalíptica, sorgida dels Adventistes davidians del Setè Dia els quals al seu torn eren un moviment dissident de l'Església Adventista del Setè Dia.
Els davidians es van caracteritzar per la seva desconfiança cap al món exterior al qual veien com una amenaça, per aquest motiu van acaparar un gran arsenal d'armes de foc. El seu líder més conegut va ser David Koresh.
El 28 de febrer de 1993, el Departament d'Alcohol, Tabac i Armes de Foc dels Estats Units va organitzar una batuda al ranxo dels davidians en una zona rural prop de Waco, Texas. La batuda es va dur a terme a causa de la presència d'armes il·legals a la propietat, donant com a resultat la mort de quatre agents, i de 5 davidians.
Els següents 51 dies de setge van acabar el 19 d'abril quan el recinte va ser consumit completament per les flames, matant entre 72 i 86 homes, dones, i nens. Koresh era obertament partidari de la poligàmia. El seu grup va ser anomenat secta en nombroses ocasions per la seva estructura autoritària. Supervivents de la batuda, antics membres i familiars de membres han donat informació molt diversa pel que fa a les creences, pràctiques i conducta del grup.